# Frans Pauwels
Frans Pauwels (* 8. September 1918 in Kieldrecht; † 24. Januar 2001 Memphis (Tennessee)) war ein niederländischer Radrennfahrer.

## Sportliche Laufbahn
Pauwels war im Straßenradsport aktiv. Von 1937 bis 1950 war er Unabhängiger und Berufsfahrer. 1940 gewann er eine Etappe in der Katalonien-Rundfahrt, danach eine Reihe von Kriterien in seiner Heimat.
Dritter wurde er in der Acht van Chaam 1940, in der niederländischen Ronde van Limburg 1946 und in der nationalen Straßenmeisterschaft 1947.
In der Tour der France startete Pauwels zweimal. 1948 und 1949 beendete er die Rundfahrt nicht. In der Vuelta a España 1946 wurde er 20., 1947 kam er auf den 11. Rang. 1947 wurde er 20. in der Tour de Suisse. Im Profirennen der Straßenradsport-Weltmeisterschaften 1948 kam er nicht ins Ziel.

## Berufliches
Nach seiner Karriere übersiedelte Pauwels mit seiner Familie in die USA, wo er ein Fahrradgeschäft betrieb.